# ذا ليجند أوف زيلدا: آه لينك تو ذا باست أند فور سوردز
ذا ليجند أوف زيلدا: آه لينك تو ذا باست أند فور سوردز (بالإنجليزية: The Legend of Zelda: A Link to the Past)‏ و السيوف الأربعة (باليابانية: ゼルダの伝説 神々のトライフォース&4つの剣) ، هي لعبة فيديو إلكترونية من نوع مغامرات وأكشن، أنتجها شركة نينتندو سنة 2002م.